# Protracheoniscus uncinatus
Protracheoniscus uncinatus är en kräftdjursart som beskrevs av Kesselyak1930. Protracheoniscus uncinatus ingår i släktet Protracheoniscus och familjen Trachelipodidae. Inga underarter finns listade i Catalogue of Life.